# کیم دای جونگ
کیم دای جونگ (به کره‌ای: 김대중) (زاده ۶ ژانویه ۱۹۲۴ – درگذشته ۱۸ اوت ۲۰۰۹)، رئیس‌جمهور سابق کره جنوبی بین سال‌های ۱۹۹۸ تا ۲۰۰۳ بود. وی در سال ۲۰۰۰، جایزه صلح نوبل را برنده شد. وی از سال ۱۹۵۷ کاتولیک شد و به خاطر مخالفت‌های طولانی‌اش با استبداد، به نلسون ماندلای آسیا شناخته می‌شد.
او فرزند دهقانی متوسط بود که بعد از اتمام تحصیلات در یک شرکت ژاپنی مشغول شد. کیم در جنگ کره دستگیر شد و توسط کمونیست‌ها به اعدام محکوم شد ولی موفق به فرار شد.
بعداز چند دوره نمایندگی مجلس، در ۴۰ سالگی بدل به یک رهبر کاریزماتیک سیاسی شد.
در سال ۱۹۷۳ توسط سازمان جاسوسی کره جنوبی ربوده شد و به سئول منتقل گردید. بعد از مدتی زندان، به بهانه درمان و عزیمت به آمریکا آزاد شد.
در ۱۲ ژوئن سال ۲۰۰۰، بعد از ۵۰ سال روسای دو کره با هم دیدار کردند. این دیدار تحت تأثیر اتحاد مجدد دو آلمان بود و سران کره شمالی و جنوبی را به فکر اتحاد مجدد انداخت. اگرچه این دیدار کمکی به اتحاد دو کره نکرد ولی یکی از دلایل واگذاری جایزه صلح نوبل به کیم دای جونگ همین تلاش‌ها بود. این تلاش ها تحت سیاست آفتاب تابان که خود کیم دای جونگ مبدع آن بود، انجام شد.